# Bataille de Marea (2015)
Pour les articles homonymes, voir Bataille de Marea.
Guerre civile syrienne
Batailles
La première bataille de Marea a lieu lors de la guerre civile syrienne.

## Déroulement
Le 8 août 2015, l'État islamique attaque les villages de Oum Hoch (en), Tlalin, Om al-Qora et Souran, près de Marea. Des frappes sont menées par l'aviation américaine, mais le village de Oum Hoch est pris par les djihadistes. Selon l'OSDH, l'EI mène deux attaques-suicides et 10 de ses hommes sont tués, tandis que les pertes rebelles sont de 37 morts et 20 disparus,,,.
Mais après l'attentat de Suruç, les États-Unis et la Turquie s'accordent pour mettre en place une « zone protégée » au nord d'Alep, près de la frontière turque, soit dans la zone de théâtre des combats entre l'État islamique et les rebelles. Pour protester contre ce projet, le Front al-Nosra annonce le 9 août qu'il retire ses forces de cette zone. En revanche, le groupe des Ahrar al-Cham annonce le 11 août qu'il soutient le projet et qualifie notamment la Turquie de « plus important allié de la révolution ».
De son côté, l'État islamique poursuit ses attaques du côté de Marea, la nuit du 10 au 11 août. Selon l'OSDH, au moins 25 rebelles sont tués, ainsi que 8 hommes de l'EI, dont 4 kamikazes,.
Le 14 août, l'État islamique prend Tlalin et tente d'encercler la petite ville de Marea,,.
D'après Médecins sans frontières, la Syrian American Medical Society et des militants syriens, une attaque chimique au gaz moutarde est commise par l'État islamique le 21 août. Environ 50 obus sont tirés au mortier sur Marea, blessant jusqu'à 50 civils et causant la mort d'une nourrissonne (Sidra Lattouf, décédée le 4 septembre à Gaziantep et enterrée depuis là-bas),,. Le 5 novembre 2015, l'Organisation pour l'interdiction des armes chimiques (OIAC) confirme l'utilisation de gaz moutarde à Marea le 21 août.
La nuit du 26 au 27, les djihadistes de l'EI prennent trois villages près de Marea — Dalkha, Herbel et Sandaq — et pénètrent dans les faubourgs de cette ville. Selon l'OSDH, plusieurs dizaines de rebelles sont tués. Plus au nord, l'EI s'empare également de deux autres villages, abandonnés auparavant par le Front al-Nosra,,.
Le 29, une offensive rebelle sur Tlalin est repoussée par l'EI, selon l'OSDH, au moins 18 rebelles sont tués.
Le 1er septembre, l'EI utilise à nouveau du gaz moutarde contre les rebelles à Marea. Cette seconde utilisation est confirmée par l'OIAC en 2022 et en 2024,. 

## Pertes
Le soir du 14 août, après une semaine d'affrontements, l'OSDH donne un bilan d'au moins 76 morts chez les rebelles et 45 du côté de l'État islamique,. L'OSDH affirme ensuite qu'au moins vingt rebelles et 27 djihadistes sont tués le 4 septembre,,.
Le 8 septembre, l'OSDH affirme qu'au moins 134 djihadistes de l'EI, dont dix kamikazes et deux prisonniers exécutés, et 195 combattants du Front islamique et d'autres groupes rebelles sont morts après un mois de combats
Les combats reprennent à Marea le 17 novembre 2015.